# Óscar López
Óscar López Vázquez (Medellín, 2 de abril de 1939 - 20 de dezembro de 2005) foi um futebolista colombiano que atuava como defensor.

## Carreira
Óscar López fez parte do elenco da Seleção Colombiana na Copa do Mundo de 1962. 